# Auvers-sous-Montfaucon

Auvers-sous-Montfaucon este o comună în departamentul Sarthe, Franța. În 2009 avea o populație de 235 de locuitori.